# Mathias Sandorf
Mathias Sandorf è un romanzo di avventura dell'autore francese Jules Verne, inizialmente serializzato sulla rivista Les Temps e poi pubblicato per la prima volta nel 1885 da Pierre-Jules Hetzel. Il libro utilizza numerosi espedienti narrativi tipici dei precedenti romanzi di Verne: isole, crittogrammi, sorprendenti rivelazioni di identità, apparecchiature futuristiche e un eroe solitario in cerca di vendetta.
Verne dedicò il romanzo alla memoria di Alexandre Dumas padre, sperando di fare di Mathias Sandorf il Conte di Montecristo dei suoi Viaggi straordinari.

## Trama
A Trieste due piccoli delinquenti, Sarcany e Zirone, entrano casualmente in possesso di un cifrato che prova l'esistenza di una cospirazione per rendere indipendente l'Ungheria dall'Impero Austroungarico. Di essa fanno parte il conte Mathias Sandorf e i suoi due amici Ethienne Bathory e Ladislav Zathmar. Decidono allora di consegnare la prova al banchiere Silas Toronthal, che dopo averli aiutati a decifrare il biglietto denuncia la cospirazione alle autorità austriache che arrestano e processano i tre congiurati.
Sandorf e i suoi due amici vengono imprigionati nella fortezza di Pisino, dove origliando una conversazione vengono a conoscenza dei nomi dei due delatori che hanno fatto fallire il loro piano.
La loro disperazione si muta allora in desiderio di vendetta, e decidono di fuggire dalla fortezza per poter fare giustizia. Dei tre solo Etienne Bathory e Mathias Sandorf riescono ad abbandonare la fortezza buttandosi attraverso il torrente Foiba, che passava proprio al di sotto del luogo della loro prigionia. Dopo il lungo e difficile tragitto trasportati dalle violente acque sotterranee i due cospiratori pensano di aver trovato la salvezza nel paese di Rovigno, dove vengono aiutati da un disponibile pescatore di nome Andrea Ferrato, ma anche qui sono vittime di un nuovo tradimento da parte di uno spagnolo, Carpena, che li aveva visti uscire dal torrente. Egli aveva il duplice scopo di intascare la taglia che pendeva sulle loro teste e di causare una disgrazia al pescatore, con il quale era in pessimi rapporti. Scovati dalle guardie Mathias Sandorf ed Etienne Bathory tentano la fuga verso il mare, ma solo il primo di essi riesce a salvarsi, il secondo è arrestato dagli Austriaci e giustiziato.
Per la giustizia Austroungarica la storia dei cospiratori di Trieste finisce qui: due di essi sono stati puniti con la morte, l'altro è affogato nel Mar Adriatico. Per quanto riguarda il pescatore di Rovigno è condannato ai lavori forzati, ma poco dopo incontra la morte nel campo di prigionia.
Nel frattempo metà del ricco patrimonio lasciato dal conte Sandorf viene diviso tra i due delatori anonimi che avevano causato l'arresto dei tre ungheresi, una parte però rimane intoccata, è infatti destinata alla giovane figlia del conte che la riceverà in eredità quando compirà i 18 anni.
La narrazione si blocca e riprende quindici anni dopo gli eventi appena narrati, spostandosi da Trieste a Ragusa nel cui porto sbarca il ricco Dott. Antekirtt, misterioso medico arricchitosi in Oriente. Appena arrivato incontra ed arruola due acrobati francesi Punta Pescade, agile ed astuto, e Capo Matifu, dotato di una incredibile forza. Qui si mette in contatto con la famiglia Bathory, composta ormai solo dalla moglie e dal figlio Pierre di Etienne e presto scopre anche che in questa città risiedeva pure il ricco banchiere di Trieste Silas Toronthal insieme alla moglie e la figlia Sava.
Con dolore egli viene a sapere dell'amore tra il giovane Bathory e la figlia del delatore ma prima che egli possa prendere qualsiasi provvedimento arriva nella città dalmata anche Sarcany che attraverso ricatti convince il banchiere a cedergli la mano della figlia.
Quando la notizia diventa di dominio pubblico Pierre appare profondamente addolorato ed una notte viene ritrovato ferito con un coltello sul punto di morire.
Il dottore interviene ed attraverso una tecnica di ipnosi gli induce uno stato di morte apparente. Vengono celebrati i suoi funerali ma nei giorni seguenti egli stesso recupera il suo corpo e su una delle sue navi lo rianima e lo guarisce.
Pierre viene allora a sapere del tradimento subito da suo padre e la vera identità del dottor Antekirtt: in realtà egli è il conte Mathias Sandorf, sfuggito miracolosamente quindici anni prima ai flutti pericolosi del Mar Adriatico.
Insieme si dirigono a Malta dove salvano dalla miseria i figli del pescatore di Rovigno che in passato aveva ospitato nella sua abitazione i due ricercati fuggiti dalla fortezza di Pisino.
Nel frattempo a Ragusa la figlia di Silas Toronthal si oppone con tutta la sua forza all'imminente matrimonio ma, in seguito alla misteriosa morte della madre, sua unica sostenitrice, è costretta dal padre a fuggire in un luogo sconosciuto. Anche la signora Báthory viene portata via da Ragusa dal maggiordomo, perché aveva perso il senno dopo aver letto una lettera scritta dalla stessa signora Toronthal.
Scoprono quindi, sulla stessa isola, Carpena, lo spagnolo traditore, che arruolava banditi per Zirone, il complice di Sarcany. Punta Pescade riesce a farsi arruolare e sotto copertura giunge fino in Sicilia con lui.
Insieme al Conte Sandorf elabora un piano per prendere prigioniero Zirone, interrogarlo e scoprire dove era fuggito Sarcany, scappato da Ragusa insieme al banchiere ed alla figlia.
Zirone però è ucciso accidentalmente da Capo Matifu e Carpena viene fatto prigioniero in Spagna, dove era ricercato, e rinchiuso a Ceuta.
Qui il dottor Antekirtt attraverso l'ipnosi riesce a far evadere Carpena, che viene interrogato nell'isola di Antekirtta, la colonia fondata dal dottore.
Qui Carpena svela il luogo di rifugio del banchiere e di Sarcany: si trovano a Montecarlo, dove nel frattempo hanno dissipato l'intero patrimonio di Toronthal a causa del gioco d'azzardo. Quest'ultimo viene catturato da Mathias Sandorf ma il suo complice riesce a sfuggire.
Dopo essere entrato in possesso anche del secondo traditore il conte scopre finalmente la posizione della signora Báthory e la trova in condizioni disperate a Tunisi.
Dopo molti tentativi riesce a farle tornare la ragione tanto da farle svelare il contenuto di quella lettera: Sava Toronthal in realtà era la figlia scomparsa di Mathias Sandorf, che avrebbe ereditato la parte rimanente delle ricchezze sequestrate al padre dalla polizia austriaca.
Dopo aver sottoposto anche Silas Toronthal ad un lungo interrogatorio scoprono il rifugio di Sarcany, che teneva prigioniera con sé Sava: a Tetuan. Qui però non trovano nessuno ma seguendo le tracce di una carovana partita poco tempo prima giungono fino in Tripolitania dove finalmente trovano Sarcany che, alleatosi con una setta terroristica del luogo, i Senussiti, progetta l'invasione dell'isola di Antekirtta.
Grazie alle abilità di Capo Matifu e Punta Pescade, Sava viene sottratta ai terroristi e portata nella colonia.
Passano mesi ed il matrimonio tra Sava Sandorf e Pierre Báthory è pronto.
Ad interrompere la gioia di Antekirtta sono i Senussiti che tentano di invadere l'isola; grazie però al valore degli abitanti e all'efficienza dei nuovi sistemi di difesa i terroristi vengono fermati e Sarcany catturato.
I tre delatori sono finalmente riuniti nelle mani di uno degli uomini che loro stessi avevano tradito: Mathias Sandorf. In attesa di decidere la sorte dei prigionieri egli li portò su un'isoletta disabitata, dotata da lui stesso, in passato, di un sistema elettrico di autodistruzione nel caso in cui da Antekirtta fosse dato il comando per motivi di sicurezza.
I fatti però seguirono una strada diversa, durante la notte, infatti, l'isoletta viene distrutta e con sé i suoi tre ospiti, a causa di un malfunzionamento del circuito elettrico.
È la sorte quindi a privare il conte Sandorf della pesante responsabilità di vendetta ed egli accetta comunque gli avvenimenti.
Il tanto atteso matrimonio è celebrato e Antekirtta diviene una fiorente colonia patria di scoperte scientifiche e di tanti nuovi europei alla ricerca di una nuova casa.

## Edizioni
- (FR) Mathias Sandorf, Bibliothèque d'Éducation et de Récreation: Les Voyages Extraordinaires, Paris, J. Hetzel, 1885,  pp. 337, cap. 35.
- Mattia Sandorf, Collezione Viaggi straordinari, Milano, Sonzogno, 1890  [Brigola, 1888].
- Mattia Sandorf, Milano-Messina, Principato, 1947.
- Mattia Sandorf, a cura di A.B. Migliarini, Milano, Editrice Boschi, 1964.
- Congiura di Trieste, con 36 ill. di L. Benett, Trieste, Edizioni "La Cittadella", 1970,  pp. XIII, 228.
- Mathias Sandorf, traduzione di Franca Gambino, Collana Corticelli-Hetzel, Milano, Mursia, 1990, ISBN 978-88-425-0667-6.